# غاستون ديامي
غاستون ديامي (16 نوفمبر 1971 داكار السنغال - ) هو لاعب كرة قدم موريتاني يلعب كمهاجم.

## روابط خارجية
- غاستون ديامي على موقع الاتحاد الدولي (مؤرشف)  (الإنجليزية)
- غاستون ديامي على موقع قاعدة بيانات كرة القدم.إي يو (الإنجليزية)
- غاستون ديامي على موقع ناشيونال فوتبول تيمز (الإنجليزية)
- غاستون ديامي على موقع عالم كرة القدم.نت (الإنجليزية)